# لایه الکتریکی مضاعف

لایه الکتریکی مضاعف

دولایه ای الکتریکی (به انگلیسی: Electric double layer) پدیده‌ای است که در سطوح مشترک جامد-مایع اتفاق می‌افتد. دواتیه ای الکتریکی از یون‌هایی با یک نوع بار که بر روی سطح جامد جذب شده‌اند و به تعداد بار برابر یون‌های متحرک با بار مخالف که در مایع اطراف پخش‌شده‌اند، تشکیل شده‌است. در اینگونه سیستم‌ها جریان سیال باعث حرکت یون‌های متحرک داخل آن نسبت به یونهای مقید بر روی سطح جامد می‌شود.